# Боскардин, Мария Бертилла
Боскардин Мария Бертилла (итал. Maria Bertilla Boscardin; 6 октября 1888, Брендола, Венеция — 20 октября 1922, Тревизо, Венеция) — святая Римско-католической церкви, монахиня и медсестра. Прославилась работой с больными детьми и жертвами воздушных налётов во время Первой мировой войны.

## Биография
Родилась в простой крестьянской семье. Училась в начальной школе, одновременно работая слугой в доме соседей. В 12 лет вступила в католическое движение «Дочери Марии». В 15 лет решила посвятить себя служению Богу. В 1904 году вступила в женский монастырь, куда её привёл родной отец. В монастыре взяла себе имя Мария Бертилла.
В конце первого года послушничества монастырское начальство послало Марию Бертиллу работать в муниципальную больницу города Тревизо в качестве посудомойки, но она после своей основной работы на кухне ухаживала за детьми, больными дифтерией. Во время воздушных налётов обеспечивала также уход за раненными. В 1918 году была направлена в провинцию Комо в госпиталь для военных.
В течение 20 лет Мария Бертилла исполняла свою сестринскую деятельность, оставив добрую память о себе среди выздоровевших пациентов и врачей.
В начале 1922 года у неё обнаружили онкологические заболевание и она умерла 16 октября 1922 года.

## Прославление
Была канонизирована в 1961 году римским папой Иоанном XXIII.
День памяти — 16 октября.